# Anamar
Ana Maria Alfacinha de Brito Monteiro (* 23. Mai 1960 in Lissabon) ist eine portugiesische Schauspielerin und Fado-Sängerin.

## Leben
Sie brach ihr Theaterstudium am Nationalkonservatorium (heute ESTC) ab und ging nach Zwischenstopps in Paris und London für neun Monate nach Schweden. In Göteborg gründete sie die englischsprachige Punkband Odd Combo, in der sie erstmals den Künstlernamen Anamar annahm. Nach ihrer Rückkehr nach Lissabon arbeitete sie für das staatliche Fernsehen RTP als Kommentatorin, eröffnete eine Boutique, und war von 1982 bis 1985 Türsteherin der Lissaboner Diskothek Frágil.
1983 nahm sie für das Independent-Label Fundação Atlântica ihr erstes Album Cartas de Portugal („Briefe aus Portugal“) auf, produziert vom späteren Madredeus-Kopf Pedro Ayres Magalhães. Das Album wurde nicht veröffentlicht, es erschien nur eine Single mit den Stücken Baile Final („Letzter Ball“) und Lágrimas („Tränen“).
In den folgenden Jahren sang und schauspielerte sie bei verschiedenen Projekten. So spielte sie u. a. in O Parque („Der Park“, von Botho Strauß) im Teatro da Cornucópia zusammen mit Eunice Muñoz und erhielt dafür einen Preis als beste Jungschauspielerin 1985.
1986 erschien ein Stück von ihr auf der Compilation Divergências („Abweichungen“) des Indie-Labels Ama Romanta, das im März 1987 die Maxisingle Amar por Amar („Lieben, um zu lieben“) veröffentlichte.
Im Film Repórter X von José Nascimento war sie mit einer Filmrolle und mit einer Interpretation des Liedes Dor d’Alma von Sérgio Godinho vertreten. Sie spielte in weiteren Filmen, etwa Crónica dos Bons Malandros („Chronik der guten Gauner“) von Fernando Lopes und „Ein portugiesischer Abschied“ von João Botelho. Ihr Album Almanave (Polygram) erschien 1987, wurde im Coliseu dos Recreios mit einem Konzert vorgestellt, und erreichte in der Folge Silberstatus.
Nach ihrem folgenden Album 1989 wurde sie Mutter und trat seltener öffentlich in Erscheinung. 1994 spielte sie im Film Uma Vida Normal von Joaquim Leitão, 1997 veröffentlichte sie ein weiteres, recht experimentelles Album (M, BMG), und gab 2002 zusammen mit den Sängerinnen Né Ladeiras und Pilar ein vielbeachtetes Konzert, das anschließend als CD veröffentlicht wurde.
2004 erschien das Album Transfado, dass den Untertitel Fado Tango e Alma Lusa („Der Tango-Fado und die Lusitanische Seele“) trug. 2013 erschien ihr vorerst letztes Album, Anamar.

## Rezeption
Anamar sang zu einer Zeit Fado, als er in der breiten Öffentlichkeit allenfalls noch nostalgisch lebte. Sie interpretierte ihn dabei neu, textlich und musikalisch. Sie hielt sich nicht an die traditionellen Muster und nicht an die traditionell auf Gitarren beschränkte Instrumentierung und bezog sich teils deutlich auf die historischen Einflüsse der arabischen Musik auf den Fado. Meist verstärkte sie die dramatische Wirkung ihres Vortrages auch derart, dass einerseits der Bezug zum Fado etwa Amália Rodrigues’ deutlich wurde, zum anderen aber die gesteigerte Dramatik eine entfremdete Atmosphäre, eine gewollte künstlerische Betrachtung erzwang, etwa wenn sie Lieder im geflüsterten Sprechgesang vortrug oder mit Klangcollagen unterlegte, beeinflusst durch die Abstraktionen der Industrial- und New-Wave-Werke der 1980er. Sie blieb damit außerhalb der Fado-Definition für die Kreise des Fado, denen sie fernbleibt, und sie genoss in erster Linie die Aufmerksamkeit der alternativen Musikszene und der Künstler.
Anamar verstand es, bei allen ihren öffentlichen Arbeiten eine geheimnisvolle Ausstrahlung zu bewahren: ihr gleichzeitig eindringlicher und doch entrückter Gesang, kühl und sehnsuchtsvoll zugleich; ihre zeitgemäße Formen, an unzeitgemäße Themen heran zu gehen; ihre kühle Unnahbarkeit; ihre subtilen historischen und klerikalen Andeutungen; nicht zuletzt die vielen Unbekannten über ihre Person, eingeschlossen ihr unbekanntes Geburtsdatum.
Auch wenn ihre Schauspielleistungen in Nebenrollen nicht unbeachtet blieben, so erwarb sie sich ihre bedeutendsten Verdienste als innovative Sängerin, der es gelang, den Fado aus seinen nostalgischen Zusammenhängen zu befreien und anderen, auch jüngeren Schichten neu zu erschließen. Sie kann als Pionierin einer Entwicklung gelten, die den Fado wiederentdeckte und vielseitig neu interpretierte, und die mit Namen wie Madredeus, Mísia und Dulce Pontes fortgeführt und über Amélia Muge oder Mariza bis zu den vielen neuen Sängerinnen und Sänger weiter anhält. Sie wird jedoch selten in Zusammenhang gebracht mit den neuen Fadosängern, zu entfernt bleibt sie von traditionellen Fadomustern.

## Diskografie
- 1983: Baile Final/Lágrimas (Single, Fundação Atlântica)
- 1987: Amar por Amar (Maxisingle, Ama Romanta)
- 1987: Almanave (LP, Polygram)
- 1989: Feiabonita (LP, Polygram)
- 1997: M (CD, BMG)
- 2002: Ao Vivo – mit Pilar, Né Ladeiras (CD, Zona Música)
- 2003: Afinal ("Best of"-CD, Universal)
- 2004: Transfado (CD, CNM)
- 2013: Anamar (CD, Metropolitana/Sony)

## Filmografie
- 1984: Crónica dos Bons Malandros; R: Fernando Lopes
- 1986: Ein portugiesischer Abschied (Um Adeus Português); R: João Botelho
- 1987: Repórter X; R: José Nascimento
- 1989: Mar à Vista; R: José Nascimento
- 1994: Ein ganz normales Leben (Uma Vida Normal); R: Joaquim Leitão
- 1995: Grande e Pequeno (Fernseh-Theaterübertragung)
- 1996: O Ensaio (Fernsehfilm)
- 1998: Aqueduto das Águas Livres: 250 Anos a dar de beber à vida (Kurzfilm, Doku.); R: Paulo Mauricio Adrião
- 1999: Diário de Maria (Fernsehserie)
- 2018–2019: A Teia (Fernsehserie)
- 2020: Conta-me Como Foi (Fernsehserie)